# Каноссианки

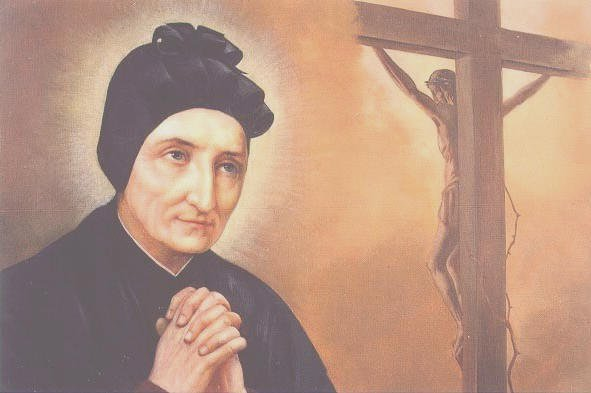
Св. Магдалена из Каноссы, основательница ордена

Каноссиа́нки (лат. Congregatio Filiarum a Caritate, FDCC), Конгрегация дочерей Божественной любви — женская католическая монашеская конгрегация, основанная в 1808 году в Вероне святой Магдаленой из Каноссы.

## История
Общество было основано в 1808 году. Магдалена из Каноссы основала первую веронскую обитель, как объединение монахинь, имеющее своей целью воспитание и образование девочек из неимущих семей, а также помощь приходским священникам в благотворительной и катехизаторской деятельности в приходах. В 1812 году Магдалена из Каноссы получила приглашение открыть аналогичную обитель в Венеции, она была создана при монастыре святой Луции, там же была открыта школа для девочек. В последующие годы орден быстро рос на севере Италии, в 1816 году была основана обитель в Милане, в 1820 году в Бергамо, а в 1828 году в Тренто.
Основанная св. Магдаленой конгрегация первоначально именовалась «Дочери милосердия», после смерти основательницы, конгрегация стала также широко известна как каноссианки. В 1828 году папа Лев XII утвердил устав объединения, получившего официальное имя «Конгрегация дочерей Божественной любви».
В 1831 году священник Франческо Луццо основал в Венеции аналогичный мужской орден (см. каноссиане), который однако получил меньшее распространение, чем женская ветвь.
Во второй половине XIX века каноссианки помимо своей традиционной деятельности начали миссионерскую активность. Первая миссия была основана в 1860 году в Китае, до конца XIX века миссии появились в Макао, Индии и Малайзии, в XX веке — в Аргентине, Бразилии, Африке, Австралии и Японии.

## Деятельность
Главные направления деятельности — христианское образование и воспитание девочек из числа сирот и обездоленных, приходская катехизаторская деятельность, миссионерская деятельность. С 1926 года принципы организации всех обителей каноссианок, включая миссионерские, стандартизированы; утверждены принципы иерархической структуры конгрегации. Каноссианские монашеские общины делятся на провинции, вице-провинции и делегатуры по территориальному признаку, возглавляет орден избираемая генеральная настоятельница с резиденцией в Риме.
Две каноссианки причислены к лику святых — основательница ордена св. Магдалена из Каноссы, канонизированная папой Иоанном Павлом II в 1988 году и Джузеппина Бахита, канонизированная им же в 2000 году и ставшая первой в истории и единственной на 2017 год католической святой из Судана.
В 2002 году в конгрегации состояли 3 340 монахинь. Каноссианки насчитывали 369 обителей в 30 странах мира.